# Kloster Val d’Espoir
Kloster Val-d’Espoir war von 1931 bis 1938 ein kanadisches Kloster der Trappisten in Percé, Le Rocher-Percé, Gaspésie–Îles-de-la-Madeleine, Québec, Bistum Gaspé.

## Geschichte
1928 kamen belgische und holländische Trappisten nach Val d’Espoir und gründeten das Kloster Sainte-Marie mit Landwirtschaftsbetrieb und Landwirtschaftsschule (Ferme-École Ste-Marie). Die Weltwirtschaftskrise nötigte sie 1936 zur Aufgabe des Orts, der 1938 an die Viatoristen überging.